# Acontias lineatus
Espèce
Synonymes
- Microacontias lineatus (Peters, 1879)
- Microacontias lineatus lineatus (Peters, 1879)
- Microacontias lineatus grayi (Boulenger, 1887)
- Acontias grayi Boulenger, 1887

Statut de conservation UICN

 LC  : Préoccupation mineure
Acontias lineatus est une espèce de sauriens de la famille des Scincidae.

## Répartition
Cette espèce se rencontre :
- dans l'est de l'Afrique du Sud ;
- dans le sud de la Namibie.

## Description
C'est un saurien vivipare.

## Liste des sous-espèces
Selon The Reptile Database (29 juin 2012) :
- Acontias lineatus grayi Boulenger, 1887
- Acontias lineatus lineatus Peters, 1879

## Étymologie
Le nom spécifique lineatus vient du latin lineatus, rayé, en référence à l'aspect de ce saurien.

## Publications originales
- Boulenger, 1887 : Catalogue of the Lizards in the British Museum (Nat. Hist.) III. Lacertidae, Gerrhosauridae, Scincidae, Anelytropsidae, Dibamidae, Chamaeleontidae. London, p. 1-575 (texte intégral).
- Peters, 1879 : Über neue Amphibien des Kgl. zoologischen Museums (Euprepes, Acontias, Typhlops, Zamenis, Spilotes, Oedipus). Monatsberichte der Königlichen Preussischen Akademie der Wissenschaften zu Berlin, vol. 1879, p. 773-779 (texte intégral).